# Altnaundorf
Die Straße Altnaundorf ist eine Innerortsstraße in der sächsischen Stadt Radebeul, zugleich stellt sie als Anger einen städtischen Platz dar. Sie ist mit ihrer Bebauung der eigentliche Siedlungskern des Straßenangerdorfs Naundorf. Im weiteren Sinn bezeichnet Altnaundorf daher auch den mittelalterlichen Dorfkern der deutschen Ostsiedlung. Im Jahr 1144 wurde Naundorf („Neues Dorf“) erstmals urkundlich erwähnt.

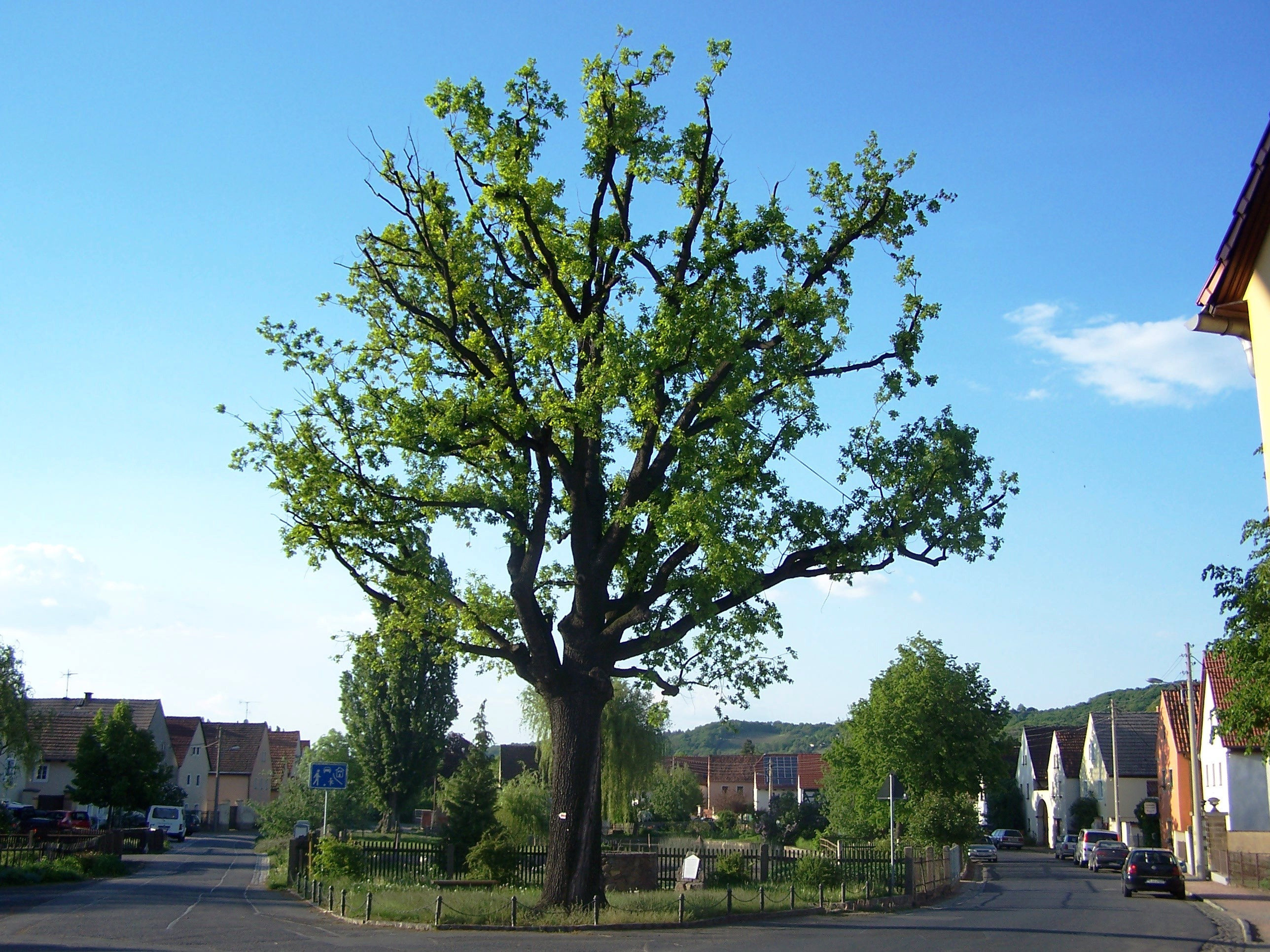
Straßenanger Altnaundorf, vor der Fällung der Bismarckeiche

## Ortslage und Bebauung

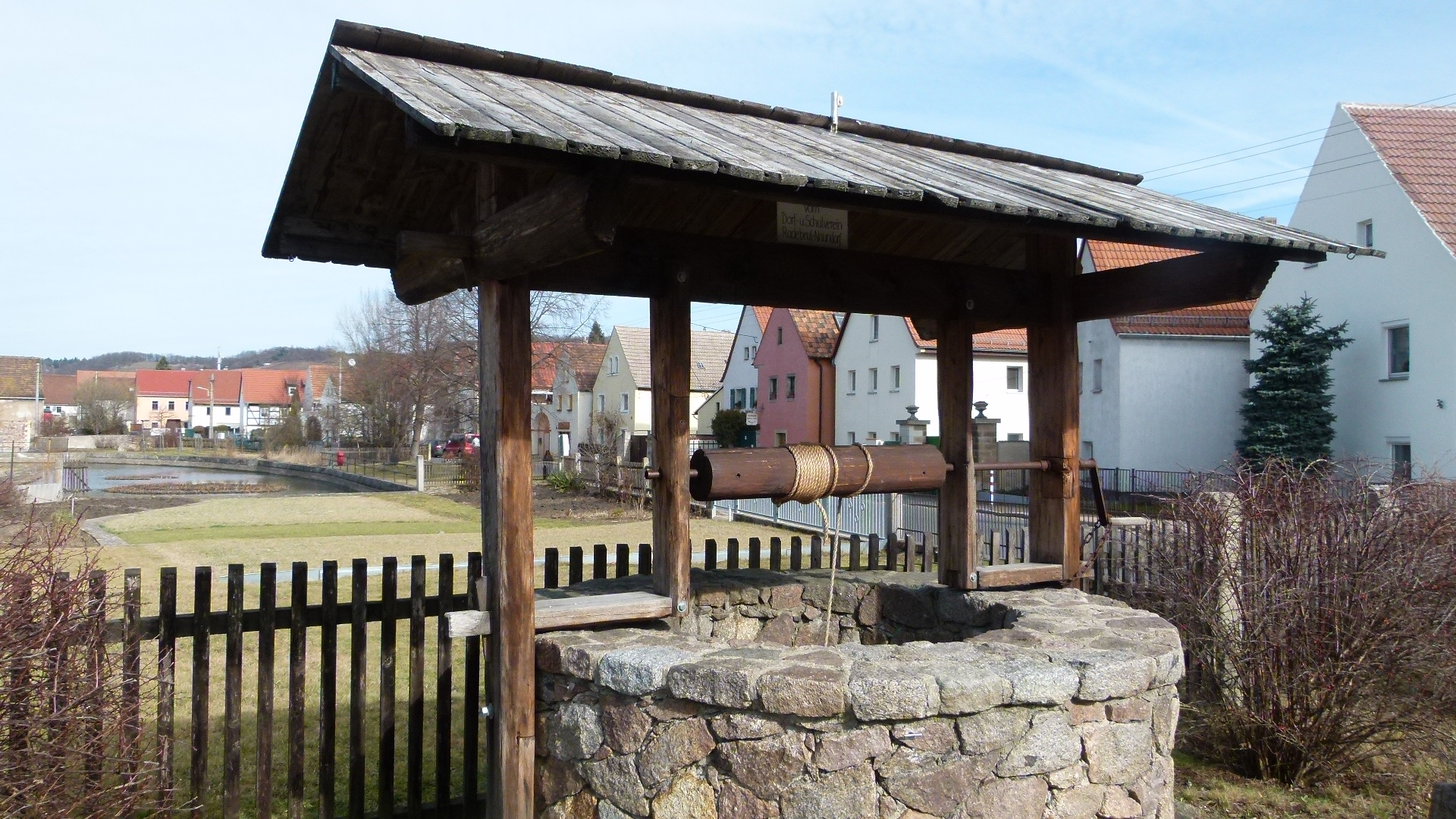
Südende des Angers mit Dorfbrunnen unter der Bismarckeiche

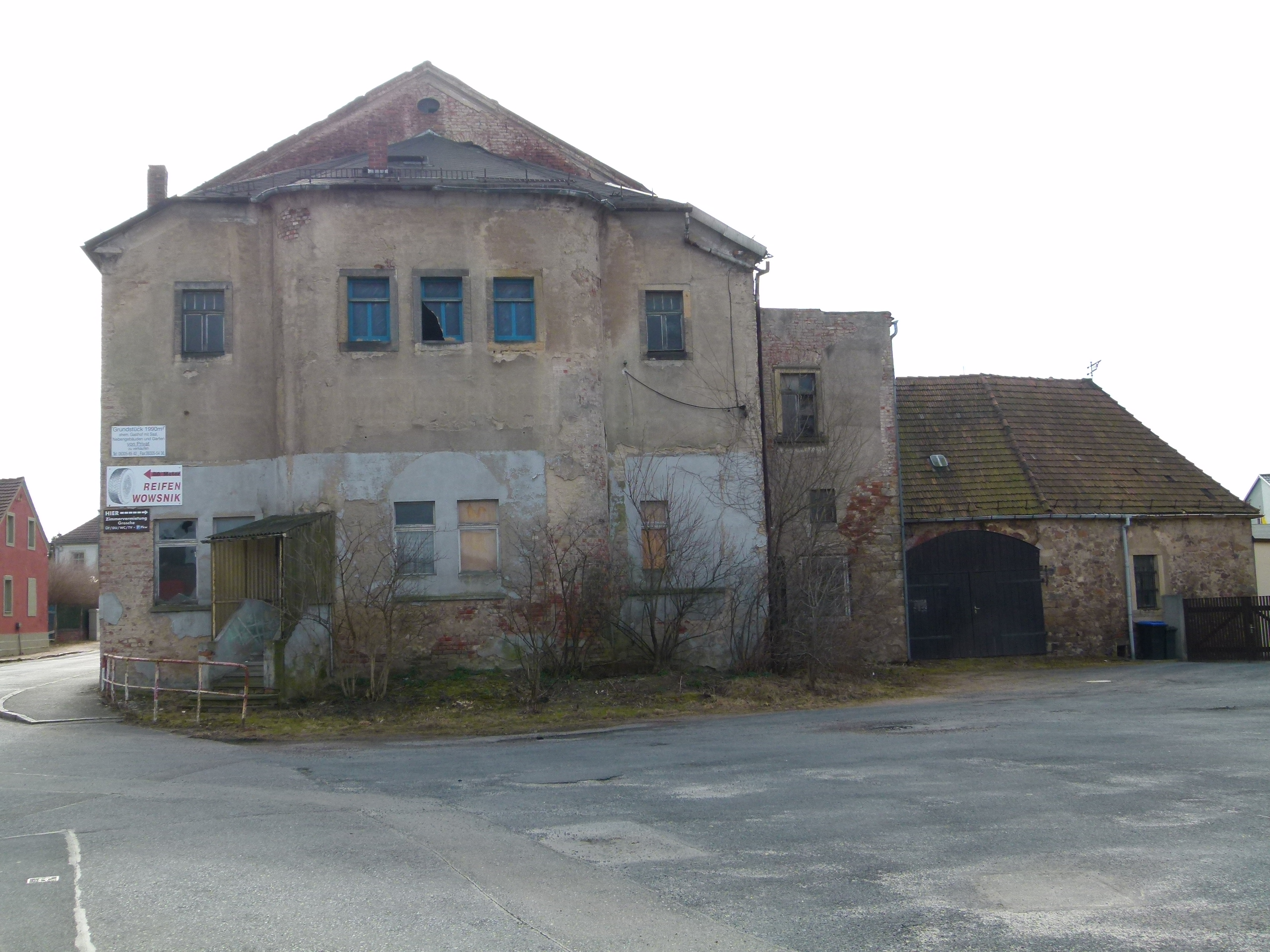
Ehemaliger Gasthof Naundorf, 1349 erstmals urkundlich erwähnt, 2012 abgerissen

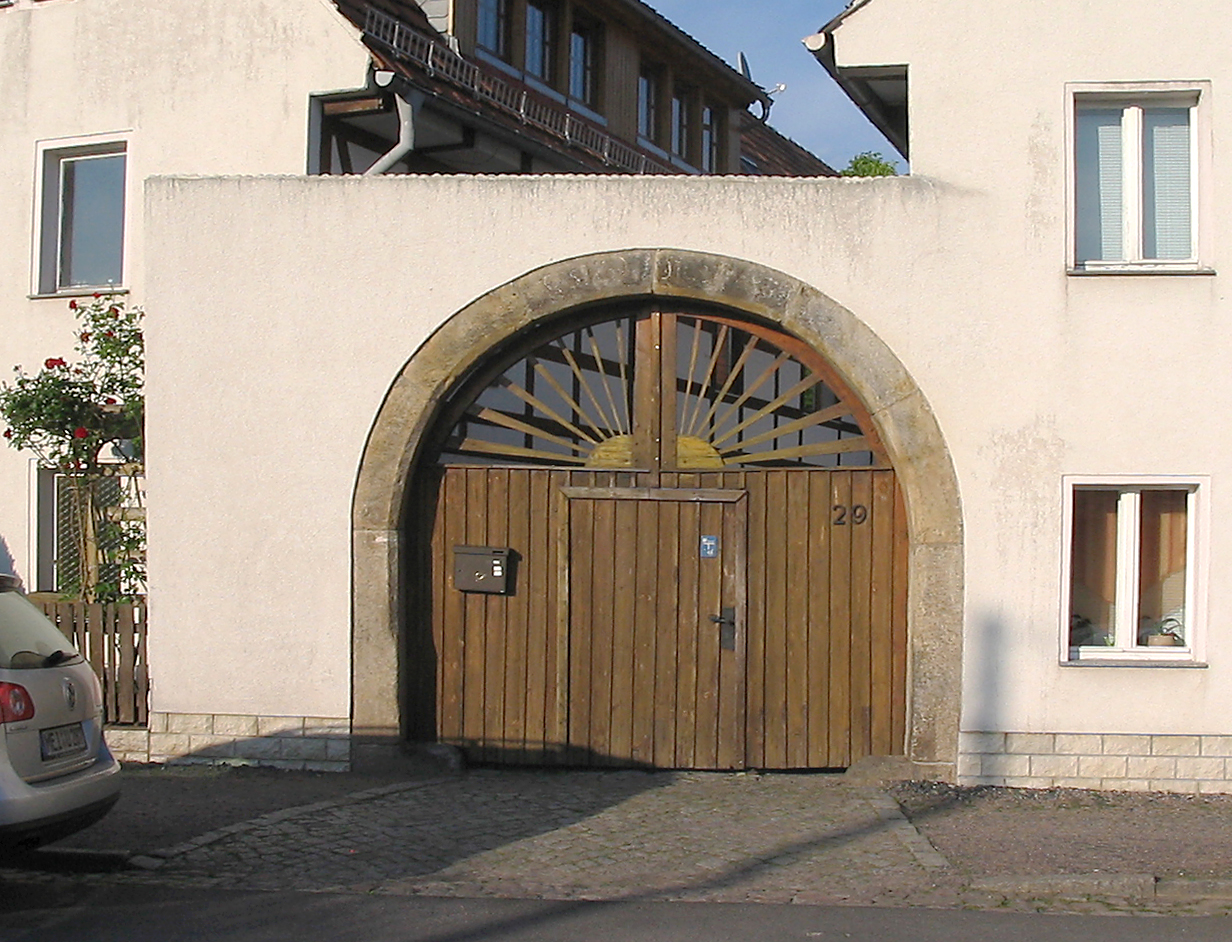
Torbogen Altnaundorf 29, datiert 1597

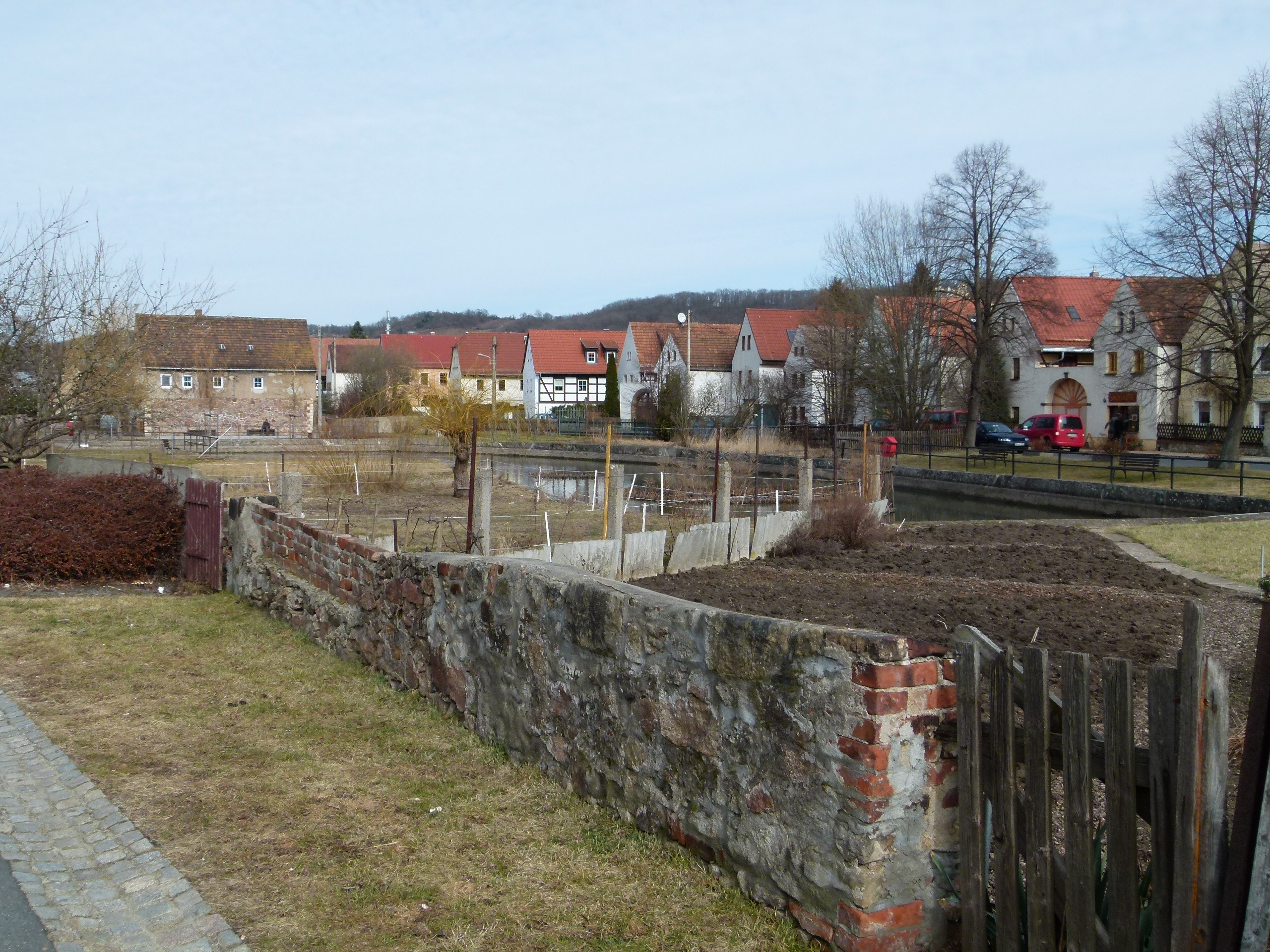
Alte Schule von 1783, davor der Angerteich, rechts die Ostseite

Alte Schule von 1783, davor der Angerteich. Postkarte von vor 1910

Naundorf umgibt zwar Zitzschewig im Osten, bildet jedoch südlich von diesem mit seinem Industriegebiet die westliche Außengrenze der Lößnitzortschaften nach Coswig hin, genauer gesagt zu Kötitz. Altnaundorf liegt als Elbort etwas vom Fluss entfernt auf einer erhöhten Sandterrasse. Der von Süden nach Norden verlaufende Dorfkern liegt südlich der Meißner Straße, von dieser durch die Bahnstrecke Leipzig–Dresden getrennt. Zwei Bahnunterführungen verbinden den Straßenanger mit der Fernstraße; die direkt nach Norden verlaufende Coswiger Straße führt am Haltepunkt Radebeul-Zitzschewig vorbei direkt auf Altzitzschewig zu. Diese ist Teil des historischen Kirchwegs von Zitzschewig und Naundorf zur zuständigen Kirche zu Kötzschenbroda. Die zweite Unterführung zur Meißner Straße liegt gleich östlich von Altnaundorf, wo sie die Meißner Straße heute mit der Niederwarthaer Brücke und über diese mit der linken Elbseite verbindet.
Der Straßenanger Altnaundorf verläuft von Süden nach Norden. Er bildet ein langgestrecktes Oval. Die in der Mitte liegende Grünfläche wird etwa mittig geteilt: Im Südteil liegt ein langgestreckter Angerteich, der Nordteil ist eine reine Grünfläche. An dem trennenden Weg in der Mitte liegt das historische Schulhaus (Hausnummer 40). Das Nordende des Straßenangers bildet eine Platzaufweitung, von der auf der Nordseite mehrere Straßen abgehen, so auch die Coswiger Straße nach Zitzschewig. Auf der Südseite der Aufweitung, also zum Anger hin, steht das Naundorfer Kriegerdenkmal, ein Ehrenmal für die Gefallenen des Dorfes im Ersten Weltkrieg.
Am Südende des Straßenangers befindet sich auf der Innenseite der ehemalige Dorfbrunnen sowie die inzwischen gefällte und neugepflanzte Bismarckeiche. Auf der Außenseite befand sich als Nr. 1 der Gasthof Naundorf, 1349 erstmals urkundlich erwähnt und 2012 nach längerem Leerstand abgerissen. Von dort aus führt auf der Ostseite die eigentliche Durchgangsstraße, die sich auch nach Süden fortsetzt und aus dem Anger herausführt. Die Verlängerung dieser Straße führte im Mittelalter direkt zur Elbe und dort über eine Furt bzw. mittels einer Fähre auf die andere Flussseite.
Auf der Westseite des Dorfes verläuft eine schmalere Straße als Zuwegung zu den Grundstücken. Die hier auf der Außenseite des Angers giebelständig stehenden Resthöfe (meist Dreiseithöfe) tragen nach dem Schema der Hufeisennummerierung von Süden nach Norden die Hausnummern 2–17. An der nördlichen Spitze der Aufweitung steht die Adresse Altnaundorf 18. Auf der Ostseite kommen dann von Nord nach Süd die Nrn. 19–38; die Nr. 39 steht an der Ausfahrt zur Kötitzer Straße. Bei allen Hofgrundstücken liegen die Wohn(stall)häuser am Anger, dahinter liegen jeweils die Scheunen und weiter dahinter liegen dann die ehemaligen bäuerlichen Nutzflächen. Diese weisen Streifenform auf.
Der Anger Altnaundorf wird im Dehio-Handbuch erwähnt: Er hat am meisten von den Radebeuler Dorfkernen seinen dörflichen Charakter bewahrt. Zu DDR-Zeiten stand der gesamte Straßenanger unter dem Namen Altnaundorf ab spätestens 1973 als Denkmal der Kulturgeschichte unter Denkmalschutz. Nach der Wende wurde der Ensembleschutz aufgegeben, jedoch stehen die meisten Anwesen dort heute als grundstücksgenaue Kulturdenkmale unter Denkmalschutz und sind daher in der Liste der Kulturdenkmale in Radebeul-Naundorf aufgeführt, teilweise mit mehreren Gebäuden: Es sind dies neben dem Kriegerdenkmal die Adressen Altnaundorf 2, 4, 5, 6, 7, 8, 9, 10, 11, 12, 13, 14, 19, 20, 21, 22, 23, 24, 25, 26, 27, 28, 29, 30, 31, 32, 33, 34, 35, 37, 40.
Der Torbogen des Dreiseithofs Altnaundorf 29 ist datiert auf das Jahr 1597. Er stellt damit neben den Kellertonnen der Gehöfte das älteste datierte Bauwerk des Dorfes dar. Die ehemalige Schule in der Angermitte geht auf das Jahr 1783 zurück. Sie hat zahlreiche Dorfbrände überstanden, so auch den von 1822, dem fast das gesamte Dorf zum Opfer fiel. Daher stammen die meisten Gebäude rund um den Anger aus der Zeit des Wiederaufbaus gleich nach dem Brand von 1822.
Der Schöpf- und Ziehbrunnen am Südende des Angers Altnaundorf diente für Jahrhunderte als öffentlicher Wasserspender. Er wurde 1896 durch die Gemeinde mit Platten verschlossen und 1996 bei Schachtarbeiten wiederentdeckt. Seit 1998/99 ist er restauriert.

## Benamung
Der Straßenanger trug lange Zeit den Namen Hauptstraße. Die Aufweitung im Norden wurde nach 1920 nach einem ortsansässigen Lehrer umgangssprachlich Höpplerplatz genannt. 1924, mit der Vereinigung der westlichen Lößnitzortschaften zur Großgemeinde und dann zur Stadt Kötzschenbroda, erhielt die Straßenanlage den Namen Altnaundorf, wie er auch heute noch gilt.
In Kötzschenbroda als Hauptort der neuen Stadt behielt der dortige Anger seinen Namen Hauptstraße, der erst mit der Vereinigung mit Radebeul 1935 zur neuen Stadt Radebeul wegen der Hauptstraße in Altkötzschenbroda geändert wurde.